# Summer Stock
 Summer Stock és una pel·lícula musical americana de Charles Walters, estrenada el 1950.

## Argument
La collita ha estat una mica estranya a la granja Falbury: mongetes, fenc... i cançons. Històrica pel·lícula, amb Judy Garland i Gene Kelly ballant i cantant. Judy Garland interpreta Jane Falbury, una grangera, que agafa un gran disgust quan la seva germana (Gloria De Haven), aspirant a actriu, es presenta a casa seva amb una companyia teatral que pretén muntar un musical al graner de la família. I es converteix en la inesperada estrella de l'espectacle quan la solista fa mutis amb un actor de Broadway.

## Producció
Tot i que Garland i Kelly eren les estrelles anunciades al principi  per la MGM el 1948 per aparèixer a Summer Stock, el febrer de 1949 l'estudi va anunciar que Garland seria reemplaçada per June Allyson. Garland va estar aturada el maig de 1949, durant la filmació d'Annie Get Your Gun, i va estar tres mesos en un hospital de Boston tractada per dependència de fàrmacs. Betty Hutton la va reemplaçar a la pel·lícula, però Garland va tornar al protagonisme en Summer Stock, que era la seva primera pel·lícula després de l'aturada. Encara que el rodatge de la pel·lícula era de vegades una lluita per Garland, que feia front a moltes pressions en la seva vida personal, a banda del seu pesat lligam amb la medicació receptada.

## Repartiment
- Judy Garland: Jane Falbury
- Gene Kelly: Joe D. Ross
- Eddie Bracken: Orville Wingait
- Gloria DeHaven: Abigail Falbury
- Marjorie Main: Esme
- Phil Silvers: Herb Blake
- Ray Collins: Jasper G. Wingait
- Nita Bieber: Sarah Higgins
- Carleton Carpenter: Artie
- Hans Conried: Harrison Keath